# Simon Wilhelm Carpelan
Simon Wilhelm Carpelan, född 12 augusti 1731 på Metsäkylä i Reso socken, död 4 januari 1814 på Vilhelmsdal i Idensalmi socken, var en svensk friherre, militär och ämbetsman. Han var brorson till Wilhelm Carpelan samt bror till Carl Efraim Carpelan och Johan Fredrik Carpelan.
Carpelan var först under några år på 1740-talet student vid Kungliga Akademien i Åbo. Han blev volontär vid Österbottens regemente 1751, förare där 1752,  sergeant där 1753, bataljonsadjutant 1754 och stabsfänrik där 1757. Carpelan deltog i Pommerska kriget åren 1757–1762. År 1761 kom han till Västerbottens regemente som stabslöjtnant 1761 och blev löjtnant 1762, stabskapten 1770, kapten 1773, sekondmajor 1778, premiärmajor året därpå och överstelöjtnant 1785. Han var chef för Kalix kompani 1773–1777, Skellefteå kompani 1778 och Torneå kompani 1779–1785. Han erhöll avsked från regementet 1786 men blev generalmajor 1795 och var ett par år därefter kommendant på fästningen Sveaborg.    
Carpelan hade också en civil ämbetsbana och var vice landshövding i Västerbottens län 28 december 1782 – 9 juli 1783 och i Savolax och Karelens län från 29 augusti 1785 samt fick landshövdings namn 13 mars 1788. Vid krigsutbrottet 1788 blev Carpelan brigadchef i Karelen men misstänktes för förbindelser med Göran Magnus Sprengtporten och fick avsked från landshövdingeämbetet 5 maj 1791. Under 1808–1809 års krig var Carpelan en av de första som gick över till ryssarna 1808 och blev 28 december samma år återigen landshövding i Savolax och Karelens län men lämnade tjänsten 2 april 1810.
Carpelan blev riddare av Svärdsorden 1779 och senare av ryska Sankt Annas orden. Han var son till ryttmästaren Maximilian Carpelan och blev friherre först 1791. Han gifte sig 1764 med friherrinnan Henrika Johanna De Carnall, som var dotter till generalmajoren friherre Carl Constantin De Carnall. Makarna Carpelan hade inga barn. De tillhörde på 1760- och 1770-talen den herrnhutistiska väckelsen i nuvarande Norrbotten. Även andra släktingar var tongivande medlemmar av samma religiösa rörelse.